# 十八般兵器
十八般兵器（じゅうはっぱんへいき）または十八般武芸（じゅうはっぱんぶげい）は、中国武術で使われる18種の武器とそれら武器術のことである。日本での武芸十八般に相当する。十八般武芸が最初に具体的に登場するのは南宋の華岳が編纂した兵法書『翠微北征録』からである。十八般兵器または十八般武芸は多種多様であるため、時代や流派によってその数は18種類を超えているものもある。それゆえ十八般兵器は旧時代のものも含めることもある。

## 十八般兵器の種類
明朝、福建省の謝肇淛が編纂した『五雑組』には十八般兵器として次のものが記載されている。
一弓、二弩、三槍、四刀、五剣、六矛、七盾、八斧、九鉞、十戟、十一鞭、十二鐧、十三撾、十四殳、十五叉、十六耙、十七綿縄套索、十八白打。
このうち、白打は徒手格闘である。
同時代に書かれた『水滸伝』には「矛錘弓弩銃、鞭鐧剣鏈撾。斧鉞并戈戟、牌棒与槍叉」とある。すなわち
矛、錘、弓、弩、銃、鞭、鐧、剣、鏈、撾、斧、鉞、戈、戟、牌、棒、槍、叉
のことである。
別説では十八般兵器として
刀、槍、剣、戟、棍、棒、槊、鎲、斧、鉞、鏟、耙、鞭、鐧、錘、叉、戈、矛
などの18種の武術器械となっている。
また、「九長九短」を含む十八般兵器としては、九長は
槍、戟、棍、鉞、叉、鎲、鈎、槊、環
九短は
刀、剣、拐、斧、鞭、鐧、錘、杵
である。
しかしほとんどの十八般兵器は刀槍剣戟、斧鉞鈎叉、鎲棍槊棒、鞭鐧錘抓、拐子流星である。